# Rallye Cœur de France
Le Rallye Coeur de France est un rallye automobile comptant pour le Championnat de France des rallyes asphalte se déroulant autour de Savigny-sur-Braye dans la région Centre-Val de Loire.

## Histoire
Après une première apparition dans le Championnat de France des rallyes en 2003, le rallye intègre de nouveau ce championnat en 2017.

## Palmarès
| Année | Pilote              | Copilote                   | Voiture                        | Championnat                                     |
| ----- | ------------------- | -------------------------- | ------------------------------ | ----------------------------------------------- |
| 2024  | Léo Rossel          | Guillaume Mercoiret        | Citroën C3 Rally2 (en)         | Championnat de France des rallyes               |
| 2023  | Éric Camilli        | Thibault de la Haye        | Citroën C3 Rally2              | Championnat de France des rallyes               |
| 2022  | Yoann Bonato        | Benjamin Boulloud          | Citroën C3 Rally2              | Championnat de France des rallyes               |
| 2021  | Yoann Bonato        | Benjamin Boulloud          | Citroën C3 Rally2              | Championnat de France des rallyes               |
| 2020  | Yoann Bonato        | Benjamin Boulloud          | Citroën C3 R5                  | Championnat de France des rallyes               |
| 2019  | Yoann Bonato        | Benjamin Boulloud          | Citroën C3 R5                  | Championnat de France des rallyes               |
| 2018  | Yoann Bonato        | Benjamin Boulloud          | Citroën C3 R5                  | Championnat de France des rallyes               |
| 2017  | Yoann Bonato        | Benjamin Boulloud          | DS 3 R5                        | Championnat de France des rallyes               |
| 2016  | Pierre Roché        | Laurent Blateau            | Škoda Fabia R5                 | Championnat de France des rallyes 2ème division |
| 2015  | Éric Brunson        | Cédric Mondon              | Ford Fiesta RS WRC             | Championnat de France des rallyes 2ème division |
| 2014  | Michel Morin        | Carol Morin-Townshend      | Ford Fiesta S2000              | Coupe de France des rallyes                     |
| 2013  | Michel Morin        | Carol Morin-Townshend      | Mitsubishi Lancer Evolution IX | Coupe de France des rallyes                     |
| 2012  | Pierre Roché        | Martine Roché              | Mini John Cooper Works WRC     | Coupe de France des rallyes                     |
| 2011  | Jean Galpin         | Françoise Galpin           | Subaru Impreza WRC             | Coupe de France des rallyes                     |
| 2010  | Philippe Taffonneau | Corinne Taffonneau-Corneau | Toyota Celica GT-Four          | Coupe de France des rallyes                     |
| 2009  | Jérôme Galpin       | Éric Bacle                 | Subaru Impreza WRC             | Coupe de France des rallyes                     |
| 2008  | Pierre Roché        | Martine Roché              | Subaru Impreza                 | Coupe de France des rallyes                     |
| 2007  | Pierre Roché        | Martine Roché              | Subaru Impreza                 | Coupe de France des rallyes                     |
| 2006  | Pierre Roché        | Martine Roché              | Subaru Impreza                 | Coupe de France des rallyes                     |
| 2005  | Pierre Roché        | Martine Roché              | Subaru Impreza                 | Coupe de France des rallyes                     |
| 2004  | Pierre Roché        | Martine Roché              | Renault Mégane Maxi            | Coupe de France des rallyes                     |
| 2003  | Benoît Rousselot    | Gilles Mondésir            | Subaru Impreza WRC             | Championnat de France des rallyes               |
| 2002  | Jérôme Galpin       | Éric Bacle                 | Subaru Impreza WRC             | Coupe de France des rallyes                     |
| 2001  | Jérôme Galpin       | Patrick Martin             | Renault Mégane Maxi            | Coupe de France des rallyes                     |
| 2000  | François Pointet    | Laurent Thorin             | Subaru Impreza                 | Coupe de France des rallyes                     |
| 1999  | Serge Jordan        | Patrick Pivato             | Renault Mégane Maxi            | Coupe de France des rallyes                     |
| 1998  | Nicolas Latil       | Jean Bourgoin              | Peugeot 306 Maxi               | Coupe de France des rallyes                     |